# Pod Kucówkami
Pod Kucówkami – przełęcz w Paśmie Łysiny w Beskidzie Małym, pomiędzy szczytami Kucówki i Płonne, zaraz po wschodniej stronie Płonnego. Nazwę przełęczy podaje Aleksy Siemionow. Jest to mało wybitna przełęcz, na mapach nie jest zaznaczana.
Przełęcz znajduje się w terenie porośniętym lasem. Z dolinki wciosowej u jej południowo-wschodniego stoku wypływa potok Łękawka Mała, u podnóży północnych bezimienny dopływ Kocierzanki. Przełęcz znajduje się w granicach wsi Kocierz Rychwałdzki w województwie śląskim, w powiecie żywieckim, w gminie Łękawica. Prowadzi przez nią zielony szlak turystyczny.
Szlaki turystyczne
 Kocierz Rychwałdzki – Ścieżków Groń – Zamczyska (Czoło) – Przełęcz Płonna – Płonne – Kucówki – Czarne Działy – Gibasówka – Gibasów Wierch (Wielki Gibasów Groń) – Przełęcz pod Madohorą – Madohora (Mlada Hora) – rozstaje Anuli – Smrekowica – rozdroże pod Smrekowicą – Suwory – Krzeszów.